# Plectris variegata
Plectris variegata är en skalbaggsart som beskrevs av Moser 1919. Plectris variegata ingår i släktet Plectris och familjen Melolonthidae. Inga underarter finns listade i Catalogue of Life.